# خير الدين (ورزقان)
خير الدين هي قرية في مقاطعة ورزقان، إيران. عدد سكان هذه القرية هو 86 في سنة 2006.